# Thu hải đường Việt Nam
Thu hải đường Việt Nam (danh pháp khoa học: Begonia vietnamensis) là một loài thực vật thuộc họ Begoniaceae. Đây là loài đặc hữu của Việt Nam. Môi trường sống tự nhiên của chúng là vùng núi ẩm nhiệt đới hoặc cận nhiệt đới. Loài này được Nguyễn Quang Hiếu (trung tâm Bảo tồn thực vật – CPC), Ching-I Peng và Shin-Ming Ku phát hiện năm 2011 tại vườn quốc gia Phong Nha - Kẻ Bàng, tỉnh Quảng Bình, Việt Nam.